# Gonorynchiformes
Gonorynchiformes, red riba iz razreda zrakoperki (Actinopterygii) ili pravih koštunjača (Teleostei). Sastoji se od četiri porodice, čiji predstavnici nastanjuju, slatku (Phractolaemidae, Kneriidae, Chanidae), slanu (Gonorynchidae, Chanidae), i bočatu vodu (Gonorynchidae, Chanidae).

## Porodice
1. Chanidae Günther, 1868, mljekarice
2. Gonorynchidae Richardson, 1848, oštronoske
3. Kneriidae Günther, 1868, školjkouške
4. Phractolaemidae Boulenger, 1901

## Vanjske poveznice
|  | Zajednički poslužitelj ima još gradiva o temi Gonorynchiformes |
|  | Wikivrste imaju podatke o taksonu Gonorynchiformes             |